# Als-Øster Hurup Pastorat
Als-Øster Hurup Pastorat er et himmerlandsk pastorat i Hadsund Provsti (Aalborg Stift), som består af følgende to sogne:
- Als Sogn
- Øster Hurup Sogn

I pastoratet er der to kirker
- Als Kirke
- Øster Hurup Kirke